# Tumama ibne Ualide
Tumama ibne Alualide ibne Caca Alabci (Thumāma ibn al-Walīd ibn Qa'qā al-'Absi) foi um general árabe de linhagem nobre da Síria que serviu ao Califado Abássida. Sua família pertencia a uma antiga nobilidade tribal árabe (ashraf) e tornou-se afiliada com a dinastia omíada quando o califa omíada Abedal Maleque ibne Maruane (r. 685–705) casou-se com a prima do  avô de Tumama, Caca. Seu pai, Ualide, serviu aos omíadas como general e governador de Cálcis da Celessíria, mas foi torturado até a morte junto com o seu tio Abedal Maleque ibne Maruane e outros membros da família quando os dois irmãos se opuseram a ascensão de Ualide II (r. 743–744).
Tumama sobreviveu ao expurgo e serviu aos abássidas, que derrubaram os omíadas, como general contra o Império Bizantino. Ele liderou os raides anuais de verão na Ásia Menor bizantina em 777 e em 778, quando foi derrotado pelo general bizantino Miguel Lacanodraco. Foi também colocado no comando da expedição de 779, mas de acordo com Atabari ele não conseguiu realizá-la e foi substituído por Haçane ibne Cataba. Nada mais se sabe sobre Tumama, exceto que seu filho Otomão foi um dos líderes locais de Cálcis que usaram o tumulto do Quarta Fitna para se tornarem governantes virtualmente autônomos em suas localidades.